# Russie au Concours Eurovision de la chanson 2013
 (août 2013).
Si vous disposez d'ouvrages ou d'articles de référence ou si vous connaissez des sites web de qualité traitant du thème abordé ici, merci de compléter l'article en donnant les références utiles à sa vérifiabilité et en les liant à la section « Notes et références ».
La Russie a participé au Concours Eurovision de la chanson 2013. La chanson a été sélectionnée lors d'une sélection interne à Perviy Kanal. C'est Dina Garipova qui fut choisie pour représenter la Russie à Malmö avec sa chanson What If.

## À l'Eurovision

### Demi-finale
Le 17 janvier 2013, la Russie est placée dans la première demi-finale. Le 14 mai 2013, en passant en sixième position de sa demi-finale, la Russie parvient à se qualifier pour la grande finale en finissant 2e avec 156 points.

### Finale
Le 18 mai 2013, la Russie participe à la finale du concours. Elle passe en dixième position et finit 5e avec 174 points.